# Pasieka (Samostrzałów)
Pasieka – część wsi Samostrzałów w Polsce, położona w województwie świętokrzyskim, w powiecie pińczowskim, w gminie Kije.
W latach 1975–1998 Pasieka administracyjnie należała do województwa kieleckiego.